# Scharfenbergkobling

Scharfenbergkoblingen (Tysk: Scharfenbergkupplung eller Schaku) er måske den mest almindelige fuldautomatiske togkobling i Europa. Koblingen blev designet i 1903 af Karl Scharfenberg i Königsberg. Både mekanisk, magnetisk og pneumatisk sammenkobling/frakobling sker automatisk.

## Eksterne henvisning
- Om Scharfenbergkobling, Voith

- Wikimedia Commons har flere filer relateret til Scharfenbergkobling

| Jernbane | Spire Denne jernbaneartikel er en spire som bør udbygges. Du er velkommen til at hjælpe Wikipedia ved at udvide den. |